# 比弗米爾斯 (阿拉巴馬州)
比弗米爾斯（英語：Beaver Mills）是一個位於美國阿拉巴馬州莫比爾縣的鬼鎮。由於此地已於1906年被荒廢，本地已無人居住。

## 地理
比弗米爾斯的座標為30°58′11″N 88°14′05″W / 30.96972°N 88.23472°W，而該地的平均海拔高度為30米（即98英尺）。